# Akiko Hasegawa
Akiko Hasegawa née Uchida (kanji: 内田 暁子, Uchida Akiko) (Tokio, 30 november 1985) is een Japanse beachvolleybalspeler en voormalige volleybalspeler. Ze nam in die eerste discipline eenmaal deel aan de Olympische Spelen.

## Carrière

### Zaal
Van 2005 tot en met 2008 volleybalde Hasegawa voor de Aoyama Gakuin-universiteit in Shibuya, waarmee ze in 2006 en 2007 het studentenkampioenschap won. Van 2008 tot en met 2014 speelde ze in de zaal professioneel voor NEC Red Sockets in Kawasaki. Met de club werd ze in het seizoen 2008/09 als derde in de strijd om het Japanse kampioenschap en eindigde ze vijfmaal op het podium van het Kurowashiki-toernooi.

### Beach
Hasegawa debuteerde in 2015 als beachvolleyballer in de FIVB World Tour. Met Yui Nagata nam ze deel aan de Grand Slam van Yokohama. Het seizoen daarop was ze met Ayumi Kusano actief in de Aziatische competitie en de nationale competities van Japan en Nieuw-Zeeland. Van 2017 tot en met 2021 vormde ze een team met Azusa Futami. Het eerste seizoen won het duo in de mondiale competitie een zilveren medaille bij het 1-ster-toernooi van Agadir. Bij de Aziatische kampioenschappen in Songkhla verloren ze in de achtste finale van de latere winnaars Louise Bawden en Taliqua Clancy. In het seizoen 2018 namen ze deel aan vijftien internationale toernooien. Ze kwamen daarbij tot een vierde (Sydney) en twee negende plaatsen (Luzern en Tokio). Het daaropvolgende seizoen deden ze mee aan dertien World Tour-toernooien. Bij het 3-sterren-toernooi van Edmonton wonnen ze de bronzen medaille, nadat ze in de kwartfinale  de wereldkampioenen Sarah Pavan en Melissa Humana-Paredes hadden verslagen. Bij de AK van 2020 in Udon Thani verloren Hasegawa en Futami in de achtste finale van het Australische tweetal Phoebe Bell en Brittany Kendall. In de World Tour kwamen ze vier keer in actie, met een vijfde plaats op Guam als beste resultaat. Het jaar daarop eindigde het duo met Japan als tweede bij het Aziatische kwalificatietoernooi voor de Olympische Spelen in eigen land.
Van augustus 2021 tot en met 2023 vormde Hasegawa een team met Yurika Sakaguchi. Het eerste jaar behaalden ze meerdere podiumplaatsen in de Japanse competitie en bereikten ze de kwartfinales van de AK in Phuket. Het seizoen daarop namen ze deel aan dertien toernooien in de Beach Pro Tour – de opvolger van de World Tour met een vijfde plaats bij het Challenge-toernooi op de Malediven als beste resultaat. Bij de AK in Roi Et werden ze in de kwartfinale uitgeschakeld door Taliqua Clancy en Mariafe Artacho. In 2023 deden Hasegawa en Sakaguchi mee aan de kwalificaties van vijf toernooien in de Beach Pro Tour, maar drongen ze nergens door tot het hoofdtoernooi. Bij de AK in Fuzhou verloren ze in de achtste finale van het Chinese tweetal Wang Fan en Dong Jie. Bij de wereldkampioenschappen in Tlaxcala strandde het duo na drie nederlagen in de groepsfase. Na afloop van de WK ging het duo uit elkaar en vormde Hasegawa een team met Miki Ishii. Ze sloten het seizoen 2023 af met twee negende plaatsen in Chiang Mai en Nuvali. Het jaar daarop deden ze mee aan zes toernooien in het mondiale circuit met twee negende plaatsen als beste resultaat (Recife en Guadalajara). Via het continentale kwalificatietoernooi plaatsten Hasegawa en Ishii zich voor de Olympische Spelen in Parijs. Daar bereikten ze via de tussenronde de achtste finale waar ze werden uitgeschakeld door de latere kampioenen Ana Patrícia Ramos en Duda Lisboa. Na afloop van de Spelen speelde Hasegawa drie wedstrijden in het Japanse beachvolleybalcircuit.

## Palmares
Kampioenschappen zaal
- 2009:  Japans kampioenschap

Kampioenschappen beach
- 2024: 9e OS

FIVB World Tour
- 2017:  1* Agadir
- 2019:  3* Edmonton